# Tetroxid de iridiu
Tetroxidul de iridiu (sau oxid de iridiu (VIII)) este un compus binar al oxigenului și iridiului în starea de oxidare +VIII cu formula IrO4.  Este instabil la temperaturi mai mari de −267 °C. 

## Refeințe
1. ↑  Gong, Yu; Zhou, Mingfei; Kaupp, Martin; Riedel, Sebastian (2009). „Formation and Characterization of the Iridium Tetroxide Molecule with Iridium in the Oxidation State +VIII”. Angewandte Chemie International Edition. 48 (42): 7879. doi:10.1002/anie.200902733.
2. ↑  Citra, Angelo; Andrew, Lester (1999). „Reactions of Laser-Ablated Iridium Atoms with O2. Infrared Spectra and DFT Calculations for Iridium Dioxide and Peroxo Iridium(VI) Dioxide in Solid Argon”. J. Phys. Chem. A. 103 (21): 4182–4190. doi:10.1021/jp990388o.